# Antoine Gombaud
Pour les articles homonymes, voir Gombaud.
Antoine Gombaud, dit le « chevalier de Méré », est un écrivain français, né en Angoumois en 1607 et mort le 29 décembre 1684 au château de Beaussais. Contemporain de Blaise Pascal, il eut avec lui une longue correspondance sur les calculs de probabilités et le « problème des partis. »

## Biographie
Il est issu de la petite noblesse provinciale et n'est pas fortuné : l'inventaire après décès retrouvé au château de Beaussais témoigne d'un mobilier modeste et une bibliothèque limitée à 34 livres. Les archives départementales des Deux-Sèvres révèlent diverses escroqueries commises par un frère d'Antoine : Josias Gombaud, seigneur de Plassac.

### Moraliste de l'«honnête homme»
Il est connu pour ses essais sur l’honnête homme.
En tant que noble, il adopte le titre de chevalier pour le personnage de ses dialogues représentant ses propres idées (Méré car c’est là qu’il reçut son éducation). Ses amis le surnomment ainsi par la suite.
Méré est un important théoricien de salon : comme bon nombre de penseurs libéraux du XVIIe siècle, il se défiait du pouvoir héréditaire comme de la démocratie, et pensait que la résolution de problèmes par la discussion libre entre gens d’esprit, cultivés et mondains était préférable. Ses deux essais les plus connus sont L’honnête homme et De la vraie honnêteté.

### Le problème du chevalier de Méré
Mais c’est surtout sa contribution à la théorie des probabilités qui le fit connaître. En tant que mathématicien amateur, il entreprit de résoudre un problème déjà agité un siècle plus tôt : le problème des partis ou problème des points. Ce problème est le suivant : si deux personnes se mettent d’accord pour jouer à un jeu un certain nombre de manches, au meilleur des sept manches par exemple, et qu’elles sont interrompues avant la fin, comment diviser la mise en jeu si, disons, le premier gagne une manche et le deuxième en gagne trois, ?
Fidèle à ses méthodes de salon, Méré convainc l’académie de Mersenne de le résoudre. Blaise Pascal et Pierre de Fermat relèvent le défi, et c’est dans leur échange de lettres sur ce sujet que sont jetées les bases de la théorie moderne des probabilités.
Il a prétendu aussi que ses calculs de probabilités démontraient que les mathématiques elles-mêmes étaient incohérentes et que les mathématiciens avaient tort de penser que les droites étaient divisibles à l’infini.

## Œuvres
L'orthographe utilisée ici est celle de l'édition 1930 des œuvres complètes aux Éditions Fernand Roche.

### Œuvres philosophiques
- Les Conversations ;
- Discours de la Justesse ;
- Des Agrémens ;
- De l'Esprit ;
- De la Conversation ;
- Le jeu de l'hombre, Paris, Barbin, 1674 (anonyme) ; 2e édition, révisée, 1677.
- Œuvres posthumes :
  - De la vraïe honneteté,
  - Suite de la vraïe honneteté,
  - De l'Eloquence et de l'Entretien,
  - De la Delicatesse dans les choses et l'Expression,
  - Le Commerce du monde,
  - Suite du Commerce du monde.

### Roman
- Les Avantures de Renaud et d'Armide

### Poésie
- A une dame trop curieuse de sa parure ;
- Madrigal.